# Love (magazine)
Pour les articles homonymes, voir Love.
Love est un magazine de photographies bi-annuel créé en 2009 par la styliste et journaliste de mode Katie Grand, devenue rédactrice en chef du magazine.
Le magazine appartient à Condé Nast,.
En 2009, la chanteuse américaine Beth Ditto est en couverture du magazine pour sa première édition,,.
Grand quitte la rédaction du magazine en septembre 2020 et est remplacée par Whembley Sewell, qui veut transférer les bureaux de la rédaction aux États-Unis,.